# Andrzej Lepper
Andrzej Zbigniew Lepper (13. června 1954 – 5. srpna 2011) byl polský politik a odborář, zakladatel a první předseda politické strany Sebeobrana Polské republiky.
Ačkoli navštěvoval střední školu, nedostudoval ji. V mladí působil jako boxer. Během období komunismu byl členem Polské sjednocené dělnické strany. Od roku 1980 působil jako ředitel Státního zemědělského družstva. Po pádu komunismu se prosadil jako vůdce odborové organizace Sebeobrany a organizátor farmářských protestů. V roce 1994 byl poprvé zatčen a byl odsouzen k 18 měsícům podmíněného trestu za navádění k násilí vůči řediteli farmy.
V letech 2001-2007 byl poslancem Sejmu, v letech 2005-2006 byl jeho místopředsedou. Od května 2006 do července 2007 s měsíčním přerušením na podzim 2006 zasedal jako vicepremiér a ministr zemědělství a rozvoje venkova v kabinetech Kazimierze Marcinkiewicze a Jarosława Kaczyńského. V létě 2007 byl z funkcí znovu odvolán kvůli údajné účasti v korupční aféře, což vedlo k rozpadu koalice a k předčasným volbám.
V letech 1995, 2000, 2005 a 2010 kandidoval do úřadu polského prezidenta.
V létě 2011 spáchal kvůli právním sporům, nedostatku peněz a dluhům sebevraždu. Až do smrti byl předsedou Sebeobrany.